# Терещенко Віктор Іванович
Віктор Іванович Терещенко  — білоруський політик, кандидат економічних наук, кандидат на пост президента Республіки Білорусь на виборах 2010 року.

## Біографія
Народився 30 січня 1950 року в селі Дубровка Краснопільського району Могильовської області в селянській родині. Білорус. Безпартійний. Одружений, виховує трьох дочок.
У 1975 році закінчив економічний факультет Гомельського державного університету. Навчався в Міжнародному інституті менеджменту (Київ, Україна), Делаверському університеті (США). У 1990 році отримав вчений ступінь МВА — Master of Business Administration in International Business Activities. Працював слюсарем, фрезерувальником, інженером, керівником.
1992–2004 — генеральний директор СТОВ «Міжнародний інститут менеджменту „МІМ-Білорусь“».
1993–2004 — голова Білоруського громадського об'єднання «Народна дипломатія».
1994–2000 — голова Білоруської народної партії. Висувався в кандидати на виборах президента Республіки Білорусь у 1994 році.
Серпень — вересень 1994 — начальник управління у справах територій Адміністрації Президента Республіки Білорусь.
Депутат Верховної Ради Республіки Білорусь 13-го скликання.
2001 — висувався в кандидати на виборах президента Республіки Білорусь.
2004–2005 — голова представництва автономної некомерційної міжнародної організації «Виконком Ради слов'янських народів Білорусі, Росії, України» в Республіці Білорусь.
Працює Головою Ради «Асоціація малого та середнього підприємництва».
Автор понад 70 наукових та державних робіт з проблем розвитку Білорусі. Учасник ліквідації наслідків аварії на Чорнобильській АЕС.